# Little Haiti
Little Haiti è un quartiere residenziale di Miami, nella Contea di Miami-Dade della Florida, negli Stati Uniti d'America.
L'area della zona è di 8,95 km2 e la popolazione nel 2010 di 29.760 abitanti.
Little Haiti, tradizionalmente nota come Lemon City ma chiamata anche La Petite Haïti, è nota come il centro dell'immigrazione da Haiti e della cultura francofona nella città.

## Geografia

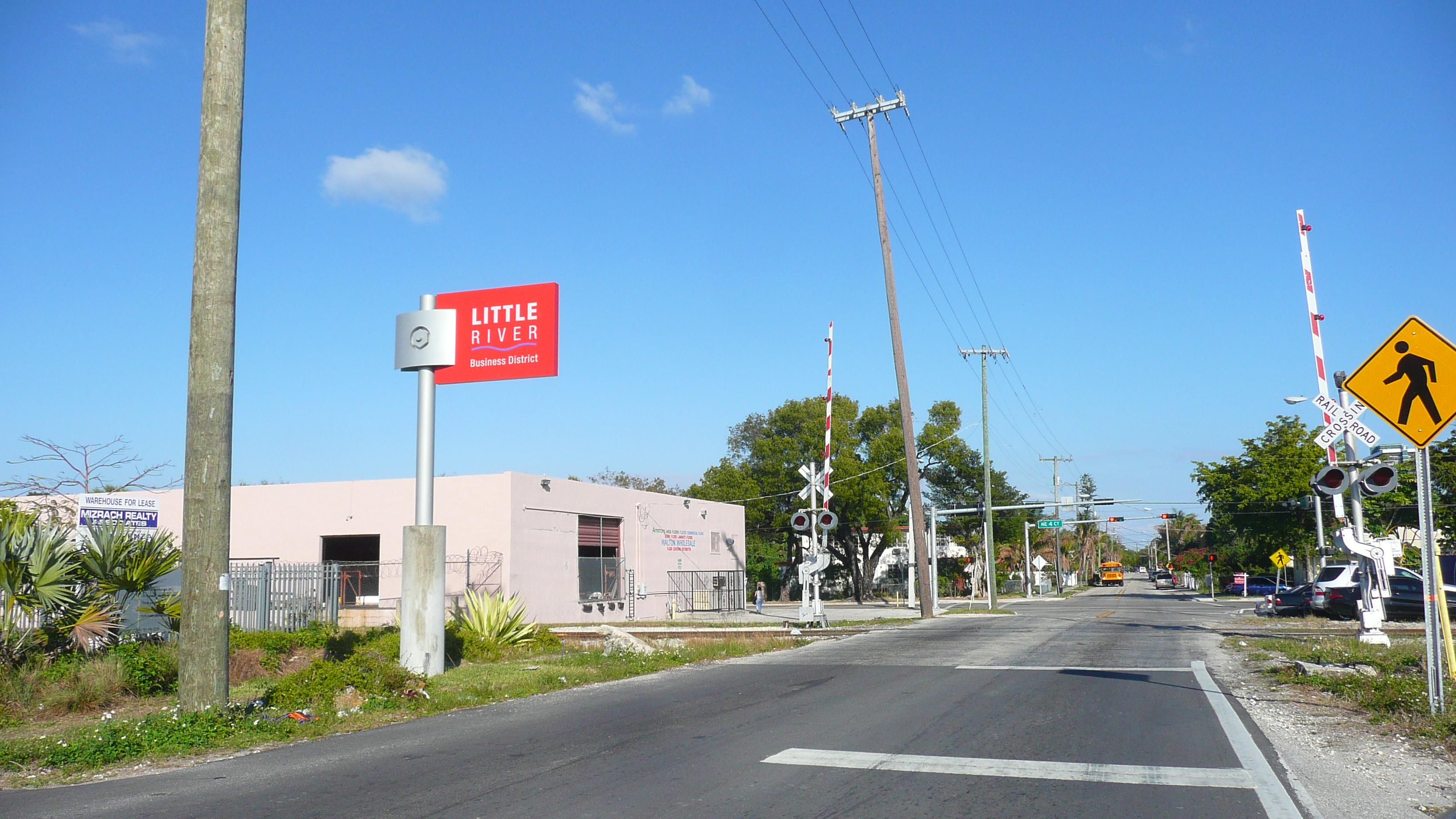
Little River Business District.

Little Haiti è ad ovest di Upper East Side ed i confini del quartiere sono dati dal fiume di Little River a nord, N. Miami Avenue ad ovest, NE 2nd Avenue ad est e NE 54th Street a sud.
Il fiume rappresenta anche il confine della città di Miami.
La parte nordest di Little Haiti è anche noto come Little River Business District, un'area che esisteva anche prima dello sviluppo del quartiere. I confini sono il fiume di Little River a nord (dal quale prende il nome), NE 59th Street a sud, Miami Avenue ad ovest, ed i binari della Florida East Coast Railway ad est.
Nel 1925 Little River venne annesso a Miami, insieme alle città di Lemon City e di Buena Vista procedendo verso sud. L'angolo sudorientale di Buena Vista, infine, è il Design District, che si estende dalla NE 36th Street verso nord fino alla NE 41st Street.
Per quanto riguarda il Buena Vista East Historic District, questo si estende tra NE 2nd Avenue e N Miami Avenue dalla NE 42nd Street alla NE 48th Street. Riguarda edifici costruiti dagli anni 1920, riconosciuti come edifici storici nel 1988 che costituivano le due aree di Biltmore e Shadowlawn. Le case utilizzano stili differenti come Mediterranean Revival, Mission, Craftsman ed Art déco.

## Storia
Agli inizi degli anni 1900, Lemon City si sviluppò come una piccola comunità agricola. Nell'area si trovavano numerose piantagioni di limoni, dalle quali la città prese il suo nome. Sebbene non abbondanti come in passato (a causa dell'urbanizzazione e dell'infestazione di Xanthomonas axonopodis), alberi di limone si trovano ancora in molti giardini. La città aveva anche un suo deposito per la Florida East Coast Railway. La crescita della città di Miami a sud, comunque, richiedeva nuovi spazi di espansione e nel 1925 Lemon City fu annessa a Miami, insieme alla città di Little River al nord e Buena Vista a sud, che oggi formano l'attuale Little Haiti. Molti residenti, comunque, continuano ad usare il nome di Lemon City.
Negli anni, la comunità è cambiata da agricola a residenziale, da classe media a bassa a media di nuovo. Parte di questi cambiamenti furono conseguenza dell'immigrazione da Haiti, e verso la fine degli anni 1980 l'area iniziò ad essere chiamata Little Haiti (La Petite Haiti). Negli anni 1980 e 1990 Little Haiti fu una delle aree più povere di Miami e fu nota per il crimine e lo spaccio di droga, ma a questo seguirono progetti di recupero dell'area.

In un certo senso, la cultura haitiana, creola e francofona si sviluppa qui, come dimostra l'inaugurazione di una statua del padre dell'indipendenza di Haiti, il generale Toussaint Louverture. Ci sono stati anche tentativi di far diventare Little Haiti una enclave, ma questo è stato contrastato dal trasferimento di molti residenti Haitiani verso aree residenziali migliori e dalla preferenza di molti residenti ad utilizzare i nomi originali di Lemon City, Railroad Flats, Little River e Buena Vista.
Infatti, ci sono sempre crescenti forze ai quali non piace il nome di Little Haiti e l'associazione alla cultura haitiana da parte di comunità di residenti di lingua inglese e di colore nell'area di Buena Vista. Questo ha portato a contrasti con i leader haitiani che si opponevano alla rimozione del nome di Little Haiti dalla lista dei quartieri di Miami. A seguito della crescita del costo delle abitazioni e del fallimento dei tentativi di moderare i prezzi per aiutare i residenti a reddito più basso a mantenere le proprie abitazioni, molti haitiani si sono sistemati in altri centri più a nord come El Portal, Miami Shores, North Miami, Biscayne Park e North Miami Beach.
I fattori che hanno contribuito alla gentrificazione dell'area sono la vicinanza al Miami Design District e lo sviluppo delle comunità di Buena Vista ed Edgewater, dove sono in cantiere la costruzione di edifici residenziali, night club, ristoranti, locali di intrattenimento e centri culturali, portando alla crescita del costo delle case.
A Little Haiti si trova il progetto di edilizia popolare Edison Courts e la Miami Edison Senior High School.
Little Haiti è stata citata anche in Grand Theft Auto: Vice City come uno dei quartieri presenti nel gioco.
Nel 2009, resti umani del cimitero di Lemon City furono scoperti in un cantiere sulla NW 71st Street; il Miami Historical Preservation Board dichiarò l'area come sottoposta a vincolo di conservazione.

## Aree naturali
- Lemon City Park
- M. Athalie Range Park
- Legion Park
- Little Haiti Park
- Soar Memorial Park
- Lachmont Gardens Park

## Società

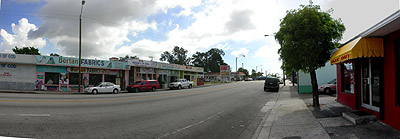
54th Street.

Nel 2000 Little Haiti aveva una popolazione tra 29.128 e 30.066, con 9.368 nuclei famigliari e 6.181 famiglie residenti nel quartiere. Il reddito familiare medio è di $18.887,49. La composizione razziale era del 64.92% di persone di colore, il 14.74% ispanici o latini, 4.78% di bianchi e 15.56% di altre razze. Nel 2010 il censimento ha mostrato un esodo di haitiani, rimpiazzati da immigranti ispanici.
La percentuale di persone che non parlano o parlano male inglese è del 17.6%. I residenti nati in Florida erano il 41.1%, la percentuale di nati in altri stati USA dell'11.6%, i residenti nati fuori dagli USA il 3.1%, mentre la percentuale di stranieri del 44.1%.

## Cultura

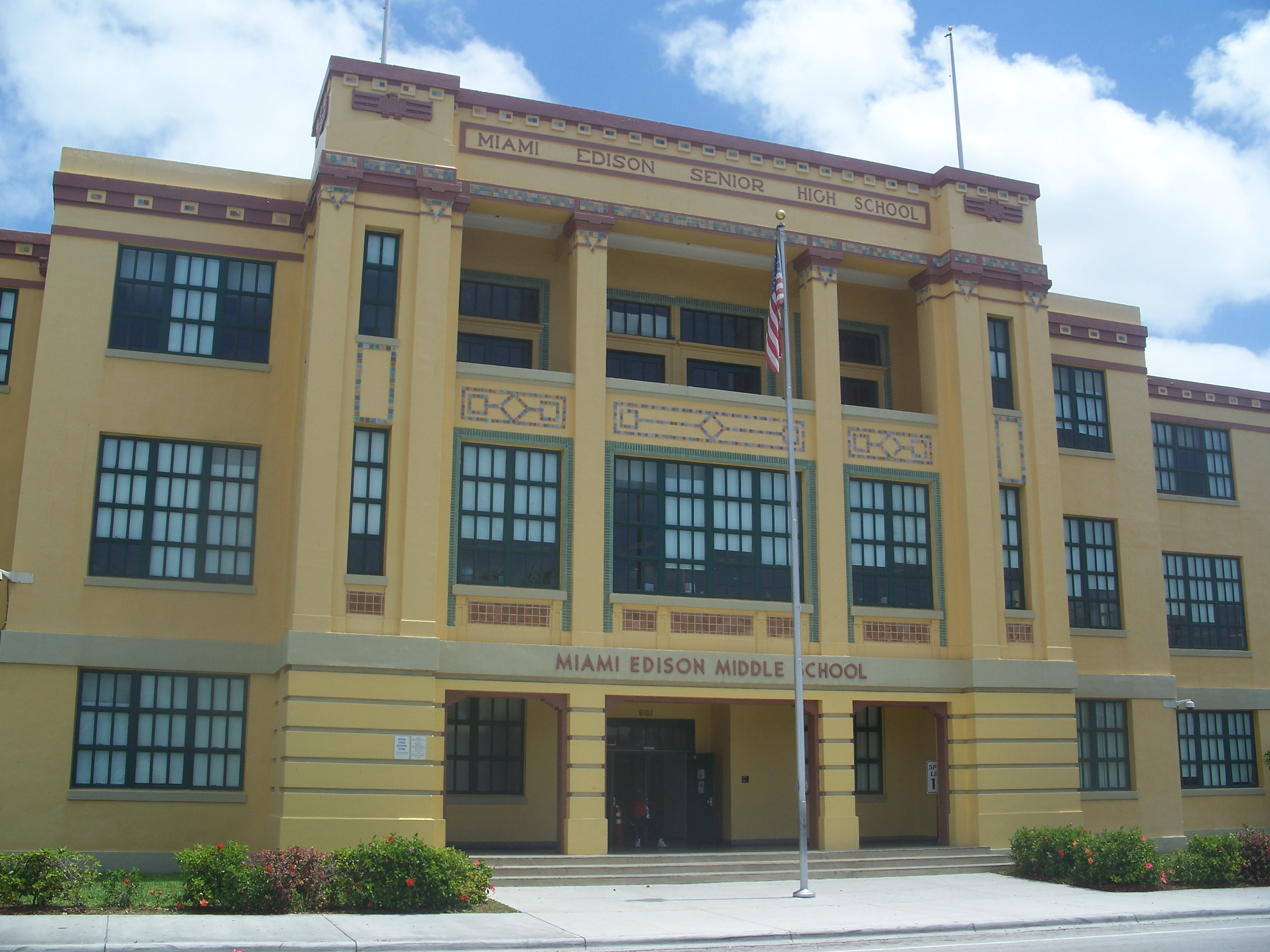
Historic Miami Edison Middle School

- The Haitian Cultural Arts Alliance

### Biblioteche
La Miami-Dade Public Library gestisce nell'area le seguenti librerie:
- Edison Center Library
- Little River Library
- Lemon City Library

### Scuole
Scuole elementari
- Shadowlawn Elementary School
- Toussaint L'Ouverture Elementary School
- Edison Park Elementary School
- Morningside Elementary School
- Jesse J. McCreary Elementary School

Scuole medie
- Miami Edison Middle School
- Saint Mary's Cathedral School

Scuole superiori
- Miami Edison High School
- Archbishop Curley-Notre Dame High School

### Musei
- The Haitian Cultural Arts Alliance
- The Haitian Heritage Museum